# Waleriusz Maksymus

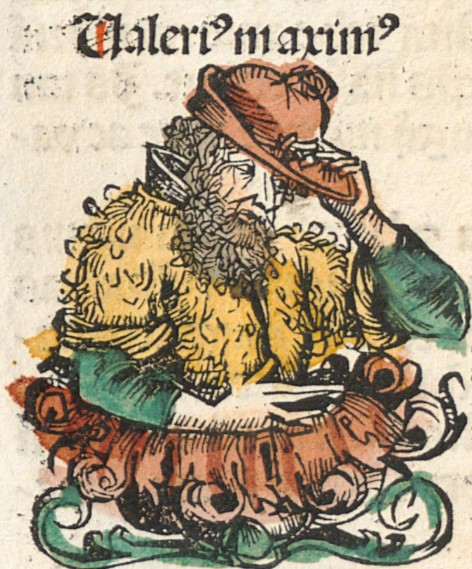
Waleriusz Maksymus (ilustracja z Kroniki norymberskiej)

Waleriusz Maksymus (łac. Valerius Maximus) – rzymski pisarz żyjący w I poł. I w. n.e.
Autor zbioru anegdot w 9 księgach o słynnych czynach i powiedzeniach Factorum et dictorum memorabilium libri novem, podzielonego na 95 rozdziałów według tematów (o męstwie, o wdzięczności, o snach itp.). Dzieło to Waleriusz napisał w latach 28–32 i poświęcił Tyberiuszowi.
Autor korzystał z dzieł pisarzy rzymskich (Cycerona, Liwiusza, Salustiusza, Pompejusza Trogusa, Warrona) i obcych (gł. greckich) ale w szczególności z Cycerona i Liwiusza. Dzieło to cieszyło się wielką poczytnością u schyłku starożytności i w czasach średniowiecza.
Celem pracy było m.in. dostarczenie gotowych przykładów szkołom retorycznym.
Dzieło to zachowało się w całości, podobnie jak i wyciąg sporządzony przez Juliusza Parysa (IV w.) oraz część epitome (księgi I, II i część III) Januariusza Nepotianusa (V w.).